# Arctodus
Arctodus és un gènere extint de mamífers carnívors de la família dels ossos (Ursidae) que visqueren durant el Plistocè. Se n'han trobat restes fòssils als Estats Units i Sud-amèrica.